# Melker Svärd Jacobsson

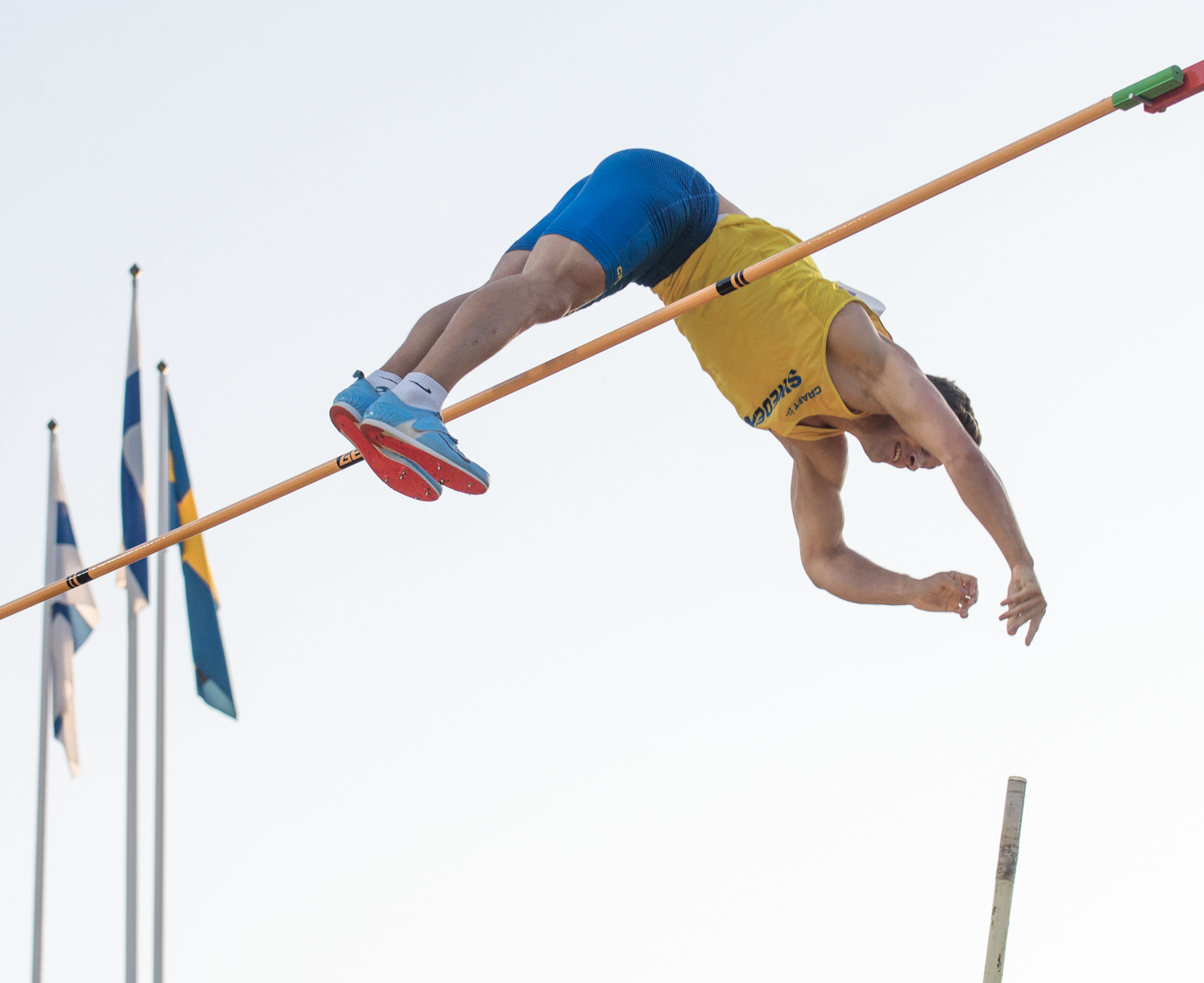
Melker Svärd Jacobsson under Finnkampen på Stockholms stadion i augusti 2019.

Melker Svärd Jacobsson, född 8 januari 1994, är en svensk f.d. friidrottare (stavhoppare). Han tävlade för Örgryte IS.

## Karriär
Vid de första olympiska ungdomsspelen i Singapore 2010 kom Svärd Jacobsson på en fjärdeplats med resultatet 4,85 m.
Under inomhussäsongen 2011 tog Melker Svärd Jacobsson sin första senior-medalj på SM, silver. Under utomhussäsongen, samma år, tog han en silvermedalj vid ungdoms-VM i Lille, Frankrike, resultat 5,15.
Vid junior-VM i juli 2012 kom han på en sjätteplats i stavhopp, med resultatet 5,35.
År 2013 deltog Svärd Jacobsson vid Inomhus-EM i Göteborg men lyckades inte kvala in till final.
Vid EM i Zürich 2014 blev han utslagen i kvalet efter att ha hoppat 5,30.
I juli 2016 tävlade han vid EM i Amsterdam. Han kvalificerade sig för final, men kunde på grund av en skada i hälsenan inte ställa upp i finalen. Han var senare på året tänkt att tävla i vid de olympiska spelen i Rio de Janeiro men startade inte på grund av skadan.
2019 tog Svärd Jacobsson brons vid Inomhus-EM i Glasgow. 2019 tilldelades han även Stora grabbars och tjejers märke.
Den 4 juli 2021 meddelade han att han avslutar sin friidrottskarriär, efter att han inte blev uttagen till olympiska spelen i Tokyo, vilka ägde rum 23 juli till 8 augusti 2021.
Svärd Jacobsson har studerat på läkarprogrammet på Sahlgrenska akademin vid Göteborgs universitet.

## Personliga rekord
| Utomhus - Stavhopp – 5,71 (Bydgoszcz, Polen 11 augusti 2019) - Längdhopp – 6,27 (Sollentuna, Sverige 10 augusti 2012) | Inomhus - Stavhopp – 5,82 (Rud, Norge 10 februari 2019) |